# 무주소방서
무주소방서는 전북특별자치도 무주군을 관할하는 소방서이다.

## 연혁
- 2023년 7월 1일 무주소방서 개서.